# Дольник (гміна Краєнка)
Дольник (пол. Dolnik, нім. Wittenburg; before 1926: Dollnik) — село в Польщі, у гміні Краєнка Злотовського повіту Великопольського воєводства.
Населення — 165 осіб (2011).
У 1975-1998 роках село належало до Пільського воєводства.

## Демографія
Демографічна структура станом на 31 березня 2011 року:
|          | Загалом | Допрацездатний вік | Працездатний вік | Постпрацездатний вік |
| -------- | ------- | ------------------ | ---------------- | -------------------- |
| Чоловіки | 83      | 24                 | 56               | 3                    |
| Жінки    | 82      | 15                 | 51               | 16                   |
| Разом    | 165     | 39                 | 107              | 19                   |